# Prymatologia
Prymatologia – dział zoologii zajmujący się ssakami naczelnymi. Tradycyjnie z prymatologii wyłącza się jednak zagadnienia związane z człowiekiem (Homo sapiens oraz jego bliskich antenatów), które są domeną antropologii. Kryterium to jest jednak nieostre, między innymi dlatego, że szympansy i goryle należą do hominidów.

## Znani prymatolodzy
- Jean Baulu
- Christophe Boesch
- Geoffrey Bourne
- Jeanne Altmann
- Clarence Ray Carpenter
- Colin Chapman (prymatolog)
- Dorothy Cheney (prymatolog)
- Marina Cords
- Frans de Waal
- Linda Fedigan
- Dian Fossey
- Birute Galdikas
- Jane Goodall
- Alexander Harcourt
- Lynne Isbell
- Hans Kummer
- Bill McGrew
- Tetsuro Matsuzawa
- Jan Moor-Jankowski
- John Mitani
- Jill Pruetz
- Robert Sapolsky
- Carel van Schaik
- Robert Seyfarth
- Meredith Small
- Barbara Smuts
- Craig Stanford
- Karen Strier
- Tom Struhsaker
- David Watts
- Richard Wrangham
- Michał Reicher